# بلویل (نیوجرسی)
بلویل (به انگلیسی: Belleville) شهری در ایالت نیوجرسی کشور ایالات متحده آمریکا است که جمعیت آن در سرشماری سال ۲۰۱۰ میلادی، ۳۵٬۹۲۶ نفر بوده‌است.